# Valentín Lamas Carvajal

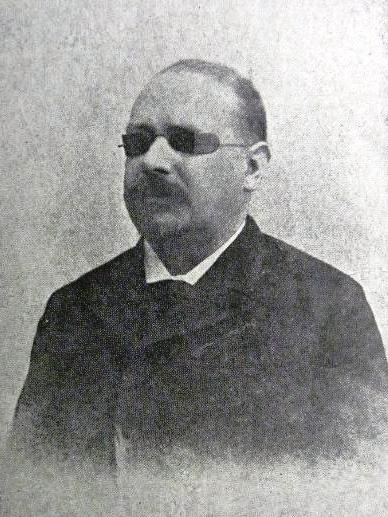
Lamas Carvajal.

Valentín Lamas Carvajal (Ourense, 1 de novembro de 1849 - Ourense, 4 de setembro de 1906) foi um autor e jornalista galego, um dos precursores do Rexurdimento.

## Biografia
Lamas Carvajal era filho de José Francisco Lamas e de María Manuela Carvajales. Ficou órfão de pai com dois anos e com uma mãe de dezessete anos. Foi ajudado por um tio seu, irmão da sua mãe, Pedro Carvajales, pintor de certo nome naquela altura, e a quem Lamas lhe dedicará o seu primeiro livro, La monja de San Payo (1871).
Estudou segundo grau na sua cidade natal e, em 1870 deslocou-se a Santiago de Compostela para cursar medicina na Universidade de Santiago de Compostela, estudos que não chegaria a acabar por uma afeição ocular que com o tempo o deixaria cego. A andaina universitária compostelana de Lamas ficou patente na sua escrita e na sua visão da Galiza, pois nesta cidade entrou em contato com a intelectualidade galega. Sabe-se, por uma carta sua publicada em El Heraldo Gallego, que em 1871 dirigiu nesta cidade a revista La Aurora de Galicia e que aqui também publicou as suas primeiras obras, que apresentam influências românticas.
Em 1874 casou com Amalia Rosina Sánchez, natural da Guarda, com a qual teve numerosa descendência
Os seus problemas com a vista não lhe impediram ser um autor prolífico. Fundou jornais populares naquela altura, como El Heraldo Gallego, publicado até 1880, e o primeiro semanário escrito integramente em galego, que se publica de 1876 até 1890, O Tio Marcos da Portela, onde publicou Catecismo do labrego em sete entregas em 1888 , um dos livros mais vendidos em galego, com seis edições no prazo de um ano desde a sua publicação. Foi também diretor do jornal El Eco de Orense.
Em 1887 publicou Gallegada. Tradiciós, costumes, tipos e contos da terrinha, conjunto de 19 narrações, todas elas publicadas antes em O tio Marcos da Portela. No conjunto dos textos de Gallegada observa-se a vontade populista e comprometida com a defesa dos camponeses por parte de Lamas, assim como a descrição de quadros de costumes imbuídos de acenos pitorescos, picarescos e cômicos.
Foi um dos membros fundadores da Real Academia Galega. Morreu em 4 de setembro de 1906 em Ourense. Foi soterrado no cemitério de São Francisco na cidade em que nasceu.

## Obra

### Obra poética
- Dez Cartas ôs Gallegos (1875)
- Espinhas, Follas e Froles. Colección de Versiños Gallegos (Raminho Primeiro) (1875)
- Espinhas, Folla e Froles. Colección de Versiños Gallegos (Raminho Segundo) (1876)
- Saudades Gallegas (1880)
- A Musa das Aldeas (1890)

### Obra narrativa
- Gallegada, Tradiciós, Costumes, Tipos e Contos da Terriña (1887)
- Catecismo do camponês (1889)

### Ligaçoes externas
- "Um lugar  nos grandes", artigo em www.galicia-hoxe.com
- "No centenário de Lamas Carvajal", artigo em www.galicia-hoxe.com
- "A lembrança a Valentín Lamas Carvajal, artigo em La Voz de Galicia.
- Ficha em www.bvg.udc.es
- Textos soltos de revistas em rede, em www.realacademiagalega.org
- livro eletrônico o Catecismo do camponês, gratuito no projeto Gutenberg